# Вижницький парк
Ви́жницький парк — парк-пам'ятка садово-паркового мистецтва місцевого значення в Україні. Розташований у межах міста Вижниця Чернівецької області, на вул. Йосипа Бурги. 
Площа 2 га. Статус надано згідно з рішенням облвиконкому від 30.05.1979 року № 198. Перебуває у віданні: Вижницька центральна районна лікарня. 
Статус надано для збереження парку, заснованого в кінці ХІХ ст., в якому зростає понад 10 видів цінних і рідкісних дерев та чагарників. На території парку розташовані корпуси районної лікарні. 